# Władysław Brankiewicz
Władysław Brankiewicz (ur. 19 kwietnia 1853 w Lublinie, zm. 24 lutego 1929 tamże) – polski kompozytor, organista i pedagog.

## Życiorys
Urodził się w rodzinie Michała (1816–1871) i Jadwigi z Pulińskich. Ojciec był organistą w kościele Świętego Ducha w Lublinie, a od 1858 w lubelskiej katedrze. Pod jego kierunkiem Władysław Brankiewicz uczył się gry na organach. Kształcił się ponadto w gimnazjum w Lublinie (1865–1869), a u pochodzącego z Pragi Jana Müllera pobierał lekcje z kompozycji i gry na fortepianie.
Po śmierci ojca przejął obowiązki organisty w katedrze lubelskiej, zyskując rychło pozytywne opinie za „doskonałą grę” i „niewyczerpany dar improwizacji”. W 1885 wspólnie ze Stanisławem Lewickim założył chór męski „Drumla”, stanowiący zaczątek późniejszego Lubelskiego Towarzystwa Muzycznego. Udzielał prywatnych lekcji muzyki. Organistą katedralnym pozostawał do 1914, później odsunął się od życia muzycznego, „sterany przeciwnościami losu i niewdzięcznością dawnych zwierzchników” (m.in. przeżył śmierć pierwszej żony i syna). 
Był dwukrotnie żonaty. 1 lipca 1880 poślubił Teklę z Terleckich Wędrowską, wdowę, zmarłą w 1913, a po jej śmierci 19 lutego 1919 zawarł związek małżeński z Emilią z Jankowiczów Grill, wdową po kapelmistrzu wojskowym Matuszu. Z pierwszego małżeństwa miał syna Kazimierza (1884–1918). Ostatnie lata życia spędził w trudnych warunkach materialnych, mieszkając w suterenie pałacyku przy ulicy Bernardyńskiej 12.
Zmarł 24 lutego 1929 w Lublinie, pochowany na cmentarzu przy ulicy Lipowej (sektor 24, grób 37).

## Twórczość
Jako kompozytor miał w dorobku preludia i fugi na organy, msze, pieśni religijne, utwory chóralne. Ballada Czarny szal do słów Kornela Ujejskiego została w 1895 wyróżniona w Konkursie Pieśni Polskiej zorganizowanym przez redakcję „Echa Muzycznego” w Warszawie. Z kolei oratorium Święty Wojciech przyniosło Brankiewiczowi drugą nagrodę w konkursie z okazji 10-lecia Chóru im. świętego Wojciecha przy kościele św. Jacka w Avondale pod Chicago (1907). Skomponował, a także wspólnie z malarzem i poetą Władysławem Barwickim napisał libretto do dwuaktowej opery Grażyna na podstawie poematu Mickiewicza, ale dzieło uległo zniszczeniu w katastrofie okrętu w drodze na konkurs w Stanach Zjednoczonych w czasie I wojny światowej. W rękopisie Brankiewicz pozostawił pamiętniki. 

## Dyskografia
- 2018: Władysław Brankiewicz – Complete Works for Organ – Acte Préalable AP0426[1]